# Шекхупура (округ)
Шекхупура (урду ضلع شیخوپورہ‎, англ. Sheikhupura District) — один из 36 округов пакистанской провинции Пенджаб. Административный центр — город Шекхупура.

## География
Площадь округа — 5 960 км². На севере граничит с округом Гуджранвала, на северо-востоке — с округами Наровал и Сиялкот, на северо-западе — с округом Хафизабад, на западе — с округом Нанкана-Сахиб, на юге — с округом Лахор, на востоке — с территорией Индии.

## Административно-территориальное деление
Округ делится на четыре техсила:
- Шекхупура
- Ферозевала
- Муридке
- Шаракпур

## Население
По данным переписи 1998 года, население округа составляло 3 321 029 человек, из которых мужчины составляли 52,06 %, женщины — соответственно 47,94 %. Уровень грамотности населения (от 10 лет и старше) составлял 47,8 %. Уровень урбанизации — 26,22 %. Средняя плотность населения — 557,2 чел./км².